# Damien Crosse

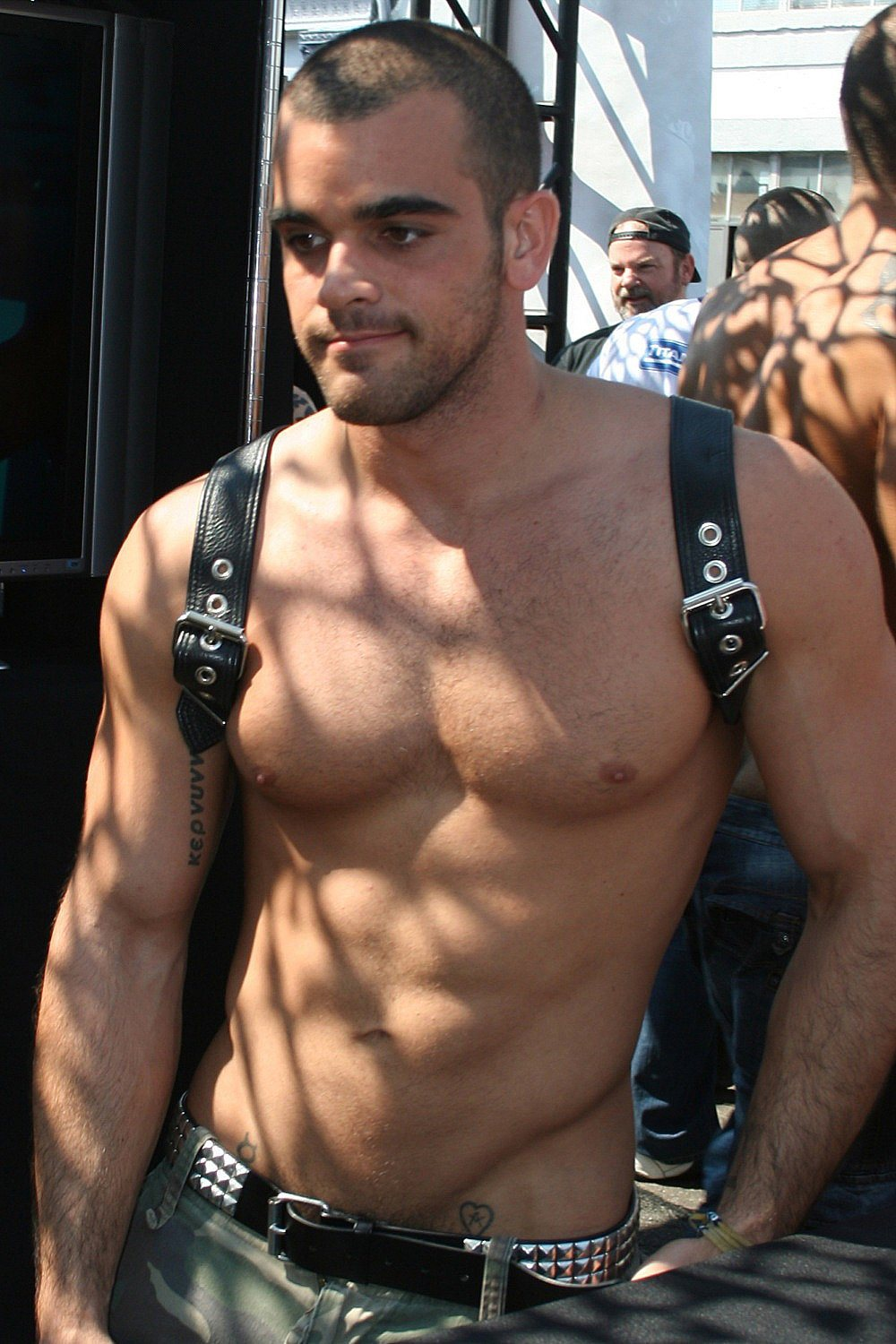
Damien Crosse, 2010

Damien Crosse (* 11. Februar 1982 in Florida) ist ein US-amerikanischer Pornodarsteller.

## Leben
Nach seiner Schulzeit begann Crosse in der US-amerikanischen Pornoindustrie tätig zu werden. Als Pornodarsteller ist er seit Mitte 2000 in verschiedenen Pornofilmen zu sehen. Von 2006 bis 2008 war Crosse als Pornodarsteller für das Unternehmen Titan Media tätig. Danach wechselte er als Darsteller zum Unternehmen Raging Stallion Studios. Crosse heiratete im Juni 2009 den Pornodarsteller Francesco D’Macho in Madrid. Gemeinsam mit seinem Ex-Mann betreibt Crosse das Pornolabel Stag Homme Studios.

## Filmografie (Auswahl)
- 2004: Truck Stop Muscle (Pacific Sun Entertainment)
- 2006: Breathless (Titan Media)
- 2006: Cop Shack on 101 (Titan Media)
- 2006: Folsom Filth (Titan Media)
- 2006: Hitch (Titan Media)
- 2007: Breakers (Titan Media)
- 2007: Campus Pizza (Titan Media)
- 2007: Command Post (Titan Media)
- 2007: H2O (Titan Media)
- 2008: Folsom Prison (Titan Media)
- 2008: Home Bodies (Raging Stallion Studios)
- 2008: Hotter Than Hell Part 1 (Raging Stallion Studios)
- 2008: Mens Room III: Ozark Mtn. Exit 8 (Titan Media)
- 2008: Telescope (Titan Media)
- 2008: To the Last Man - Part 1 The Gathering Storm (Raging Stallion Studios)
- 2008: To the Last Man - Part 2 Guns Blazing (Raging Stallion Studios)
- 2008: Warehouse (Titan Media)
- 2009: Stag Fight (Raging Stallion Studios)
- 2010: Stag Reel (Raging Stallion Studios)
- 2010: Stag Candy (Raging Stallion Studios)

## Preise und Auszeichnungen (Auswahl)
- 2009: Grabby Awards – Best Solo Performance

## Sonstiges
Im Jahr 2014 produzierte der Noise-Künstler Richard Ramirez unter seinem anderen Pseudonym „Manplug“ den HNW-Tribute-Song Damien Crosse, den er auf dem Album Ownership veröffentlichte.